# Changüí
Changüí es un género musical cubano, considerado por algunos autores como madre del son.

## Orígenes
El changüí es una música de origen rural o montuna. Surgió, al igual que el son,  en la zona oriental de la isla de Cuba, más específicamente en los municipios cercanos a la ciudad de Guantánamo. El changúi se deriva del Nengón y su nacimiento, a fines del siglo XIX, está vinculado a figuras como el  tresero Nené Manfugás.
La formación musical del changüí se compone de marímbula, bongó,  tres y Güiro o maracas, así como de uno o más cantantes. El ritmo carece de "clave de son" aunque su presencia puede sentirse en el patrón rítmico del tres.

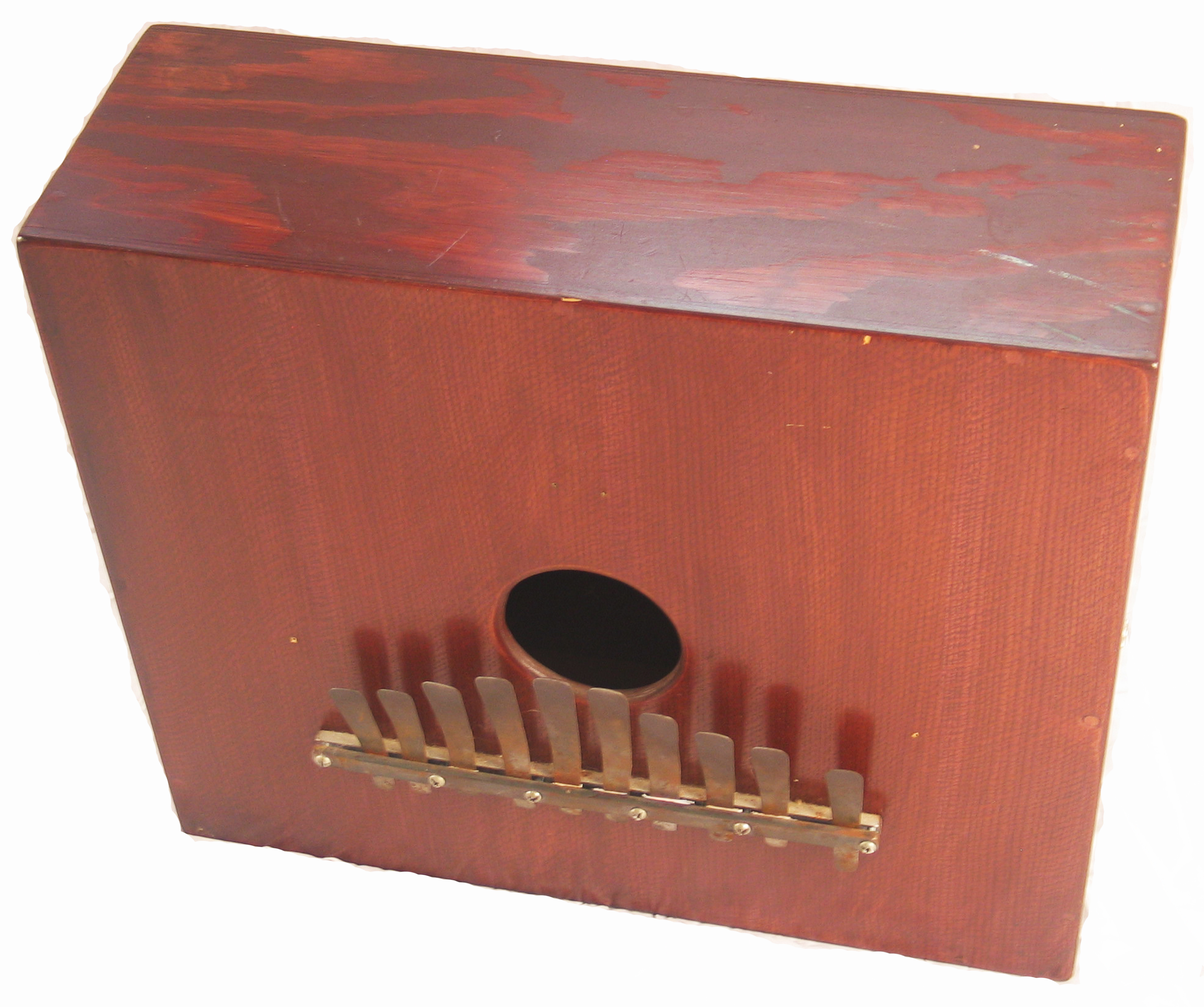
Marímbula afrocubana, instrumento que hace las veces de bajo en el Changüí

En el changüí tradicional se destacan varias fases, a saber:
- llamada al montuno
- ejecución
- pasos de calle
- canto
- descarga
- despedida

El changüí, el son habanero y el sucu-sucu se desarrollaron, con las peculiaridades propias de su región de origen, entre 1915 y 1935. El son, también originario de oriente, se convertiría en una influencia musical determinante en toda la cuenca del Caribe hispano y en algunas ciudades de los EE. UU. con importantes minorías hispanoparlantes.
Su influencia llegó a sentirse incluso en el Caribe continental, como en el caso del porro colombiano.[cita requerida]
Elio Revé llevó el ritmo del changüí a La Habana, en 1955. Más adelante, Revé evolucionó a una nueva forma de hacer música que denominó changüi-son.